# Greendog
Greendog (ou Greendog: The Beached Surfer Dude!) est un jeu vidéo de plate-forme sorti en 1992 sur Mega Drive puis adapté sur Game Gear. Le jeu a été développé par Interactive Designs et édité par Sega.